# Scutelliformis bicornus
Scutelliformis bicornus — вид грибів, що належить до монотипового роду Scutelliformis.